# Mimas (geslacht)
Mimas is een geslacht van vlinders uit de onderfamilie Smerinthinae van de familie pijlstaarten (Sphingidae).

## Soorten
- Mimas christophi (Staudinger, 1887)
- Mimas tiliae (Linnaeus, 1758) - Lindepijlstaart

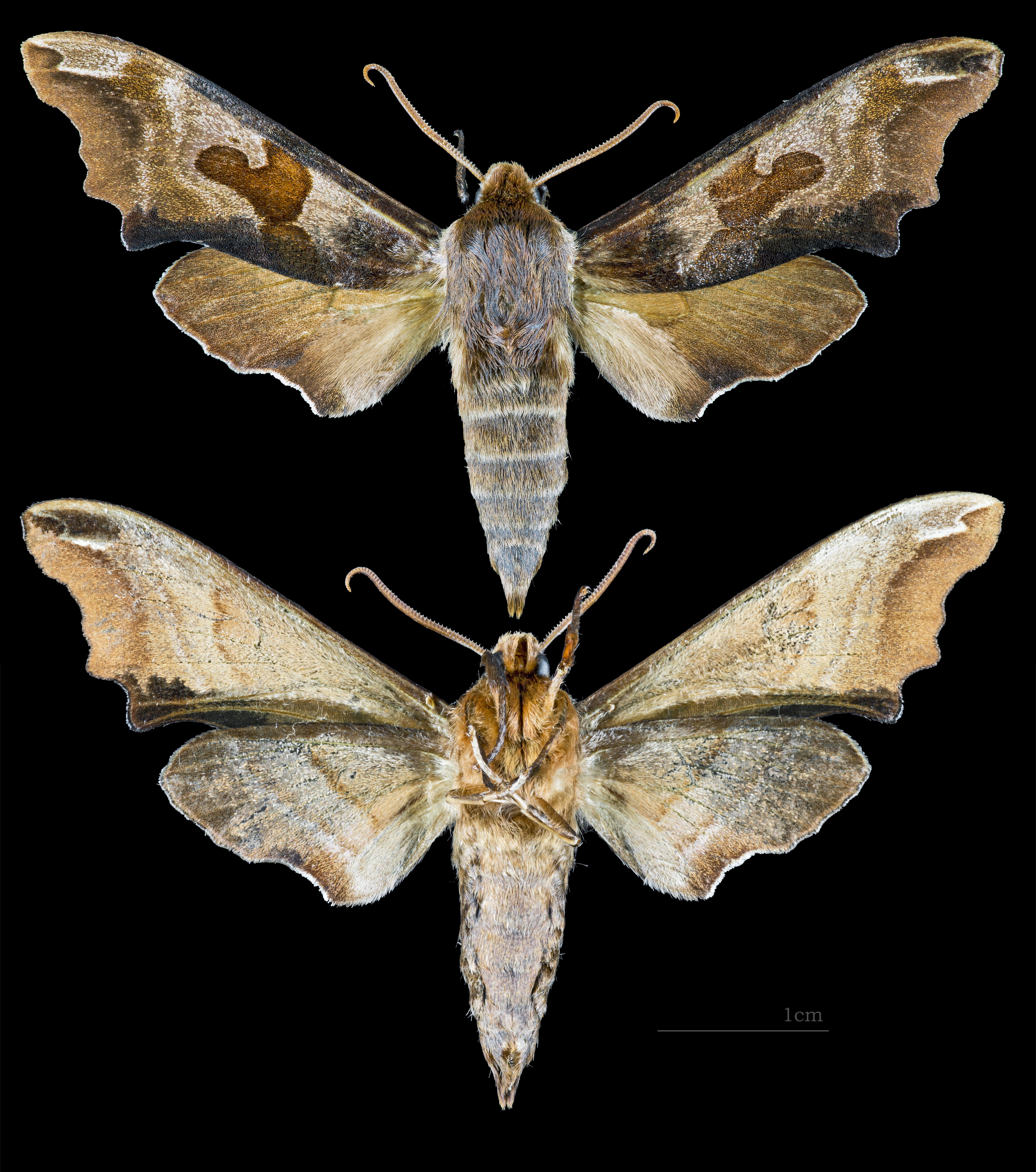
Mimas christophi
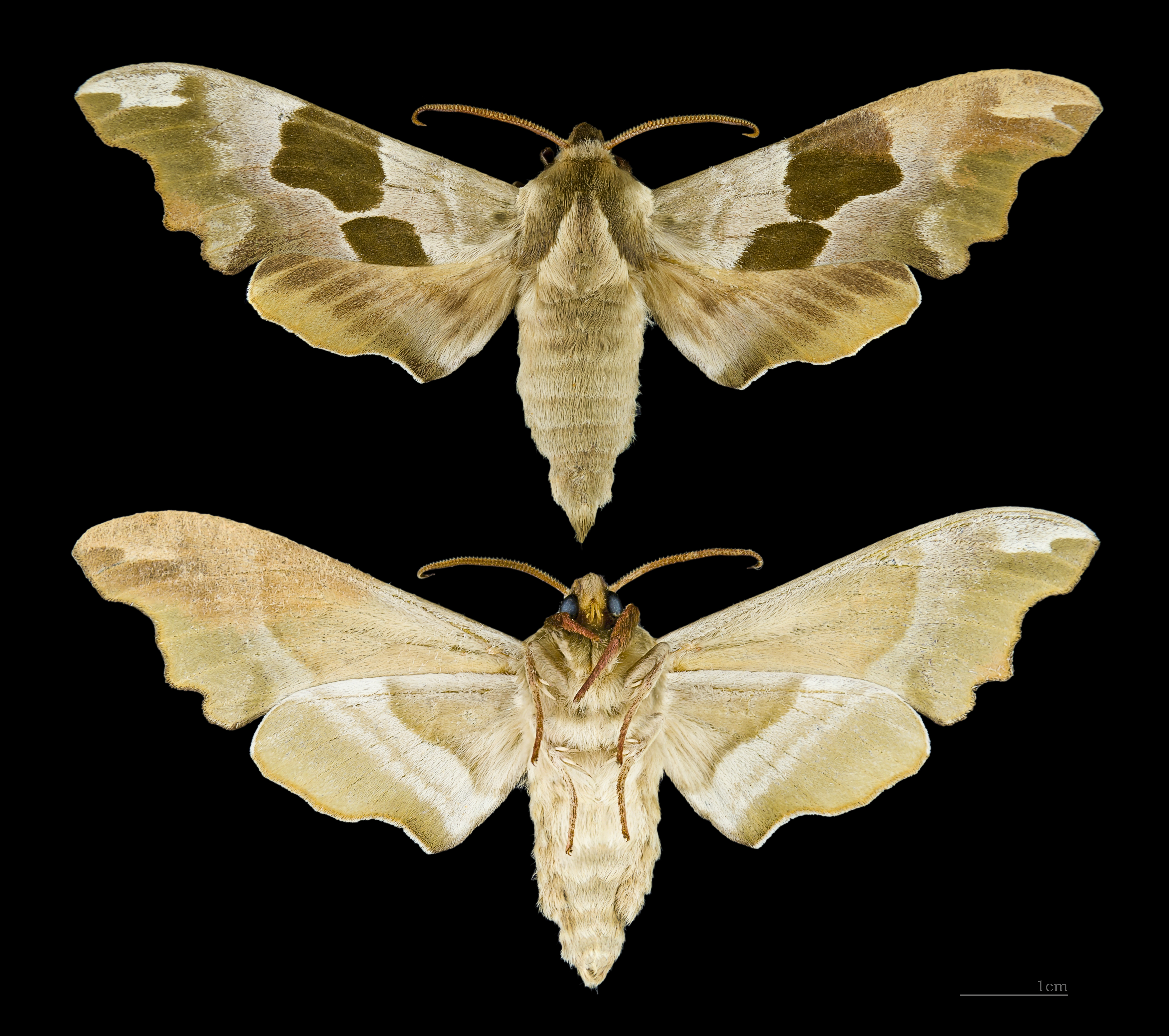
Mimas tiliae